# 362 (số)
362 (ba trăm sáu mươi hai) là một số tự nhiên ngay sau 361 và ngay trước 363.